# Gearyho C
Gearyho C (orig. Geary's C), je míra prostorové autokorelace. Jak autokorelace, tak prostorová autokorelace vyjadřuje vztah sousedících pozorování stejného jevu. Nicméně, časová autokorelace pojednává o blízkosti v čase, zatímco prostorová autokorelace pojednává o blízkosti v prostoru (multi-dimenzionální).
Prostorová autokorelace je komplexnější než obecná autokorelace, protože tato korelace je multi-dimenzionální a obousměrná.
Gearyho C vyvinul Roy C. Geary. Gearyho C je také známo jako Gearyho poměr continguity, Gearyho poměr, nebo Gearyho index.

## Definice
Gearyho C je definován:
{\displaystyle C={\frac {(N-1)\sum _{i}\sum _{j}w_{ij}(X_{i}-X_{j})^{2}}{2W\sum _{i}(X_{i}-{\bar {X}})^{2}}}}
kde {\displaystyle N} je počet prostorových měření indexovaných {\displaystyle i} a {\displaystyle j}. {\displaystyle X} je statistická proměnná, {\displaystyle {\bar {X}}} je průměr měření {\displaystyle X}, {\displaystyle w_{i,j}} je matice prostorové významnosti; a {\displaystyle W} je součet všech {\displaystyle w_{i,j}}.
Hodnota Geary C leží mezi 0 a 2. 1 znamená žádná prostorová autokorelace. Hodnoty nižší než 1 představují rostoucí pozitivní prostorovou autokorelaci, zatímco hodnoty vyšší než 1 představují zvyšující se negativní prostorovou autokorelaci.
Gearyho C a Moranovo I inverzně souvisí, ale nejedná se o totožné veličiny. Morenovo I je měřítkem globální prostorové autokorelace, zatímco Gearyho C je citlivější k lokální prostorové autokorelaci.

## Variogram
Geary index je spojen s experimentálním variogramem γ̂ následujícím vztahem:

{\displaystyle C\left(h\right)={\frac {{\hat {\gamma }}\left(h\right)}{{s_{n-1}}^{2}}}} kde sn-12 = ({\displaystyle n}-1)−1∑({\displaystyle z}i-{\displaystyle {\bar {z}}})2